# Liešno
Liešno este o comună slovacă, aflată în districtul Turčianske Teplice din regiunea Žilina. Localitatea se află la altitudinea de 470 m deasupra n.m., se întinde pe o suprafață de 1,944 km2 și în 2017 număra 55 de locuitori. Se învecinează cu Kaľamenová și Rudno, Slovacia.

## Istoric
Localitatea Liešno este atestată documentar din 1322.

## Demografie
| An:                | 1994 | 2004    | 2014   | 2024    |
| ------------------ | ---- | ------- | ------ | ------- |
| Număr de persoane: | 70   | 57      | 58     | 52      |
| Diferență:         |      | −18,57% | +1,75% | −10,34% |

| An:                | 2023 | 2024   |
| ------------------ | ---- | ------ |
| Număr de persoane: | 54   | 52     |
| Diferență:         |      | −3,70% |